# Crollon
Crollon är en kommun i departementet Manche i regionen Normandie i norra Frankrike. Kommunen ligger i kantonen Ducey som tillhör arrondissementet Avranches. År 2022 hade Crollon 298 invånare.

## Befolkningsutveckling
Antalet invånare i kommunen Crollon
| Referens: INSEE |